# Serra do Jari
Serra do Jari är ett högland i Brasilien.   Det ligger i delstaten Amapá, i den norra delen av landet, 2 100 km norr om huvudstaden Brasília.
I omgivningarna runt Serra do Jari växer i huvudsak städsegrön lövskog. Trakten runt Serra do Jari är nära nog obefolkad, med mindre än två invånare per kvadratkilometer.